# Aurelian z Réôme
Aurelian z Réôme, także Aurelianus Reomensis (zm. 850) – francuski zakonnik, pisarz i teoretyk muzyki. Autor traktatu Musica disciplina opartego na pracach Boecjusza, Kasjodora i Izydora z Sewilli. Jest to jedno z najwcześniejszych źródeł dotyczących ośmiu tonów kościelnych.